# KGB
Komitet Gosudarstvenoj Bezopasnosti (kratica KGB; rusko Комите́т госуда́рственной безопа́сности (КГБ); slovensko Komite državne varnosti) je bila osrednja sovjetska varnostno-obveščevalna služba, ki so jo ustanovili 13. marca 1954 in razpustili 6. novembra 1991.